# Agonopterix heracliana
Agonopterix heracliana — вид метеликів родини плоских молей (Depressariidae).

## Поширення
Вид поширений в Європі, Північній Африці, на Близькому Сході, помірній Азії на схід до Японії включно.

## Опис
Розмах крил становить 17-25 мм. Передні крила світло-сіро-вохристі з блідо-коричневим візерунком. Задні крила блідо-вохристі. Личинка сіра, з боків тьмяно-жовта, з чорними плямами.

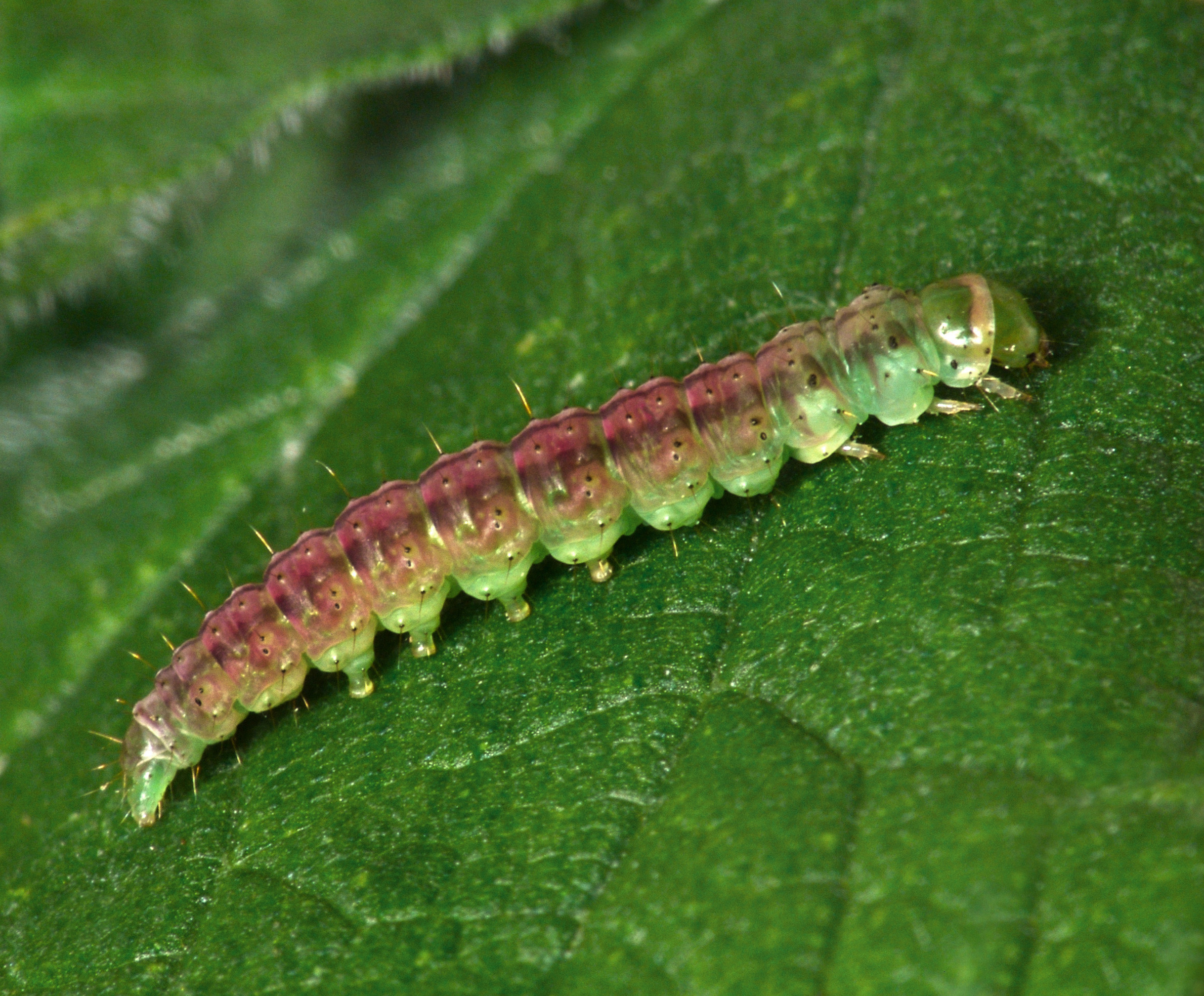
Гусениця
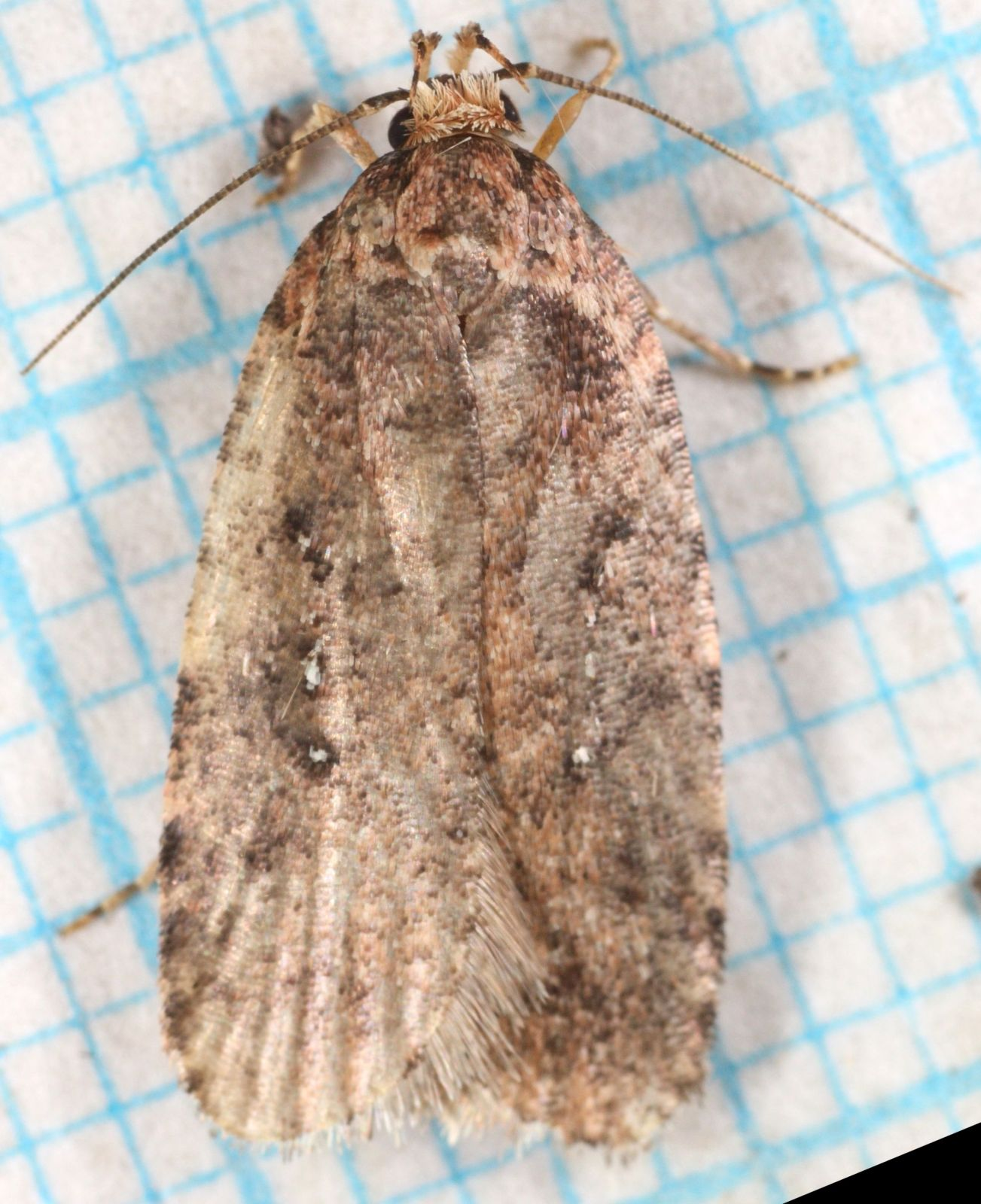
Змінність забарвлення

## Спосіб життя
Імаго літають з вересня по квітень. Личинки живляться листям різних видів окружкових.